# Javna ekologija
Javna ekologojia se je kot ideja pojavila, kot odgovor na čedalje večje razlike v političnih, socialnih in okoljskih vprašanj. Javna ekologija ponuja način za oblikovanje trajnostnih problemov, skupnosti dinamike in družbenih vprašanj. Gozdovi, rastlinstvo, zrak, živalstvo, parki, voda vse pomenijo kakovost okolja in so zato javne dobrine.

## Dinamika
Meje, ki so predpisane v socialnih in ekoloških sistemih so prilagodljive in dinamične. Ustvarjanje In vzdrževanje teh mej ne bi smela biti izključevalna. Politiki, ekonomisti in ekologi morajo sodelovati z državljani prek kulturnih, organizacijskih, institucioalnih, političnih in geografskih mej. Vendar pa kateri državljani in v kolikšni meri morajo sodelovati pa je predmet razprave.
Osnovno znanje, vloge strokovnjakov, ter državne in lokalne oblasti dinamike spreminjajo na način, da nas silijo v učenje novih načinov za sobivanje. Obstaja več različnih vrst javnih ekologij skozi prakso in teorijo. Prilagodljivo upravljanje (Backstrand 2003), ekološki eksperimenti v realnem svetu (Gross & Hoffmann-Riem 2005), in sodelovanje upravljanja ekosistemov (Karkkainen 2002) so primeri, ki se poskušajo ukvarjati z vse večjo kompleksnostjo in dinamiko družbenih in ekoloških sistemov. Upravljanje teh sistemov mora vključevati biološke in socialne razsežnosti. Za razumevanje ekosistemov je potrebno ocenitev vrednosti prizadetih skupnosti in se ne nanašati samo trditve, ki jih podajajo znanstveniki.

## Glavna načela organizacije
- Strmi k čim manjši razliki med naravnimi in socialnimi vrednotami.
- Išče notranje procese sodelovanja, ki  prečkajo številne disciplinske in kulturne meje, ki ločujejo znanstvenike, politike in državljane.
- Podpira spoštovanje različnih vrednostnih sistemov, ki oblikujejo politični diskurz na lokalni, regionalni in nacionalni ravni.
- Podpira vrednote lokalnih odločitev, ki oblikujejo širši spekter ljudi in njihove dobrine.
- Priznava potrebo po lokalnem znanju in sodelovanju za reševanje lokalnih vprašanj.
- Meni, da lahko lokalno okolje sodeluje pri soodločanju  v širšem kontekstu javnih dobrin.

Mnoge od teh načel se delijo in imajo korenine v različnih disciplinah, kot so politična ekologija, trajnostni razvoj, mestna ekologija, ohranjanje biologije in obnova ekologije. Javna ekologija tudi deli skupno interdiscipliniran in celovit pristop k socialno okoljskih  vplivov.